# Lemniscia galeata
Lemniscia galeata е вид коремоного от семейство Hygromiidae. Видът е критично застрашен от изчезване.

## Разпространение
Разпространен е в Португалия (Мадейра).